# Cyanessigsäuremethylester
Cyanessigsäuremethylester ist eine chemische Verbindung aus der Gruppe der substituierten Carbonsäureester und Nitrile.

## Gewinnung und Darstellung
Cyanessigsäuremethylester kann (ähnlich wie Cyanessigsäureethylester) aus Cyanessigsäure und Trimethyloxoniumtetrafluoroborat hergestellt werden.

## Eigenschaften
Cyanessigsäuremethylester ist eine brennbare, schwer entzündbare, licht- und luftempfindliche, farb- und geruchlose Flüssigkeit, die löslich in Wasser ist.

## Verwendung
Cyanessigsäuremethylester ist ein Zwischenprodukt bei organischen Synthese von Pharmazeutika (zum Beispiel Cyclobarbital) sowie einiger biologisch aktiver Verbindungen in der Landwirtschaft. Die Verbindung kann auch bei der Synthese verschiedener 1,2,5-Tricarbonylverbindungen verwendet werden. Sie wird auch als UV-Absorber oder Stabilisator für Arzneistoffe verwendet.